# كلينتون (نيويورك)
كلينتون (بالإنجليزية: Clinton, Oneida County, New York)‏ هي بلدة تقع في الولايات المتحدة في مقاطعة أونيدا، نيويورك. يقدر عدد سكانها بـ 1,942 نسمة ومساحتها 1.5 كم2 وترتفع عن سطح البحر 184 متر.

## التركيبة السكانية
حدّد مكتب تعداد الولايات المتحدة بيانات التركيبة السكانية لكلينتون في تعداد الولايات المتحدة. في ما يلي، التركيبة السكانية حسب تعدادي 2000 و2010.

### تعداد عام 2000
بلغ عدد سكان كلينتون 1,952 نسمة بحسب تعداد عام 2000، وبلغ عدد الأسر 922 أسرة وعدد العائلات 489 عائلة مقيمة في القرية. في حين سجلت الكثافة السكانية 1,204.9 نسمة لكل كيلومتر مربع (3,120.7/ميل2). وبلغ عدد الوحدات السكنية 965 وحدة بمتوسط كثافة قدره 595.7 لكل كيلومتر مربع (1,542.9/ميل2).
وتوزع التركيب العرقي للقرية بنسبة 98.05% من البيض و0.61% من الأمريكيين الأفارقة و0.72% من الأمريكيين ذوي الأصول الآسيوية و0.26% من الأعراق الأخرى و0.36% من عرقين مختلطين أو أكثر و1.33% من الهسبانيون أو اللاتينيون من أي عرق.
بلغ عدد الأسر 922 أسرة كانت نسبة 26.7% منها لديها أطفال تحت سن الثامنة عشر تعيش معهم، وبلغت نسبة الأزواج القاطنين مع بعضهم البعض 43.8% من أصل المجموع الكلي للأسر، ونسبة 6.8% من الأسر كان لديها معيلات من الإناث دون وجود شريك، بينما كانت نسبة 2.4% من الأسر لديها معيلون من الذكور دون وجود شريكة وكانت نسبة 47% من غير العائلات. تألفت نسبة 41.6% من أصل جميع الأسر من عدة أفراد يعيشون في نفس المنزل ونسبة 20.5% كانت تتألف من شخص يعيش بمفرده يبلغ من العمر 65 عاماً أو أكثر. وبلغ متوسط حجم الأسرة المعيشية 2.11، أما متوسط حجم العائلات فبلغ 2.94.
بلغ العمر الوسطي للسكان 43.4 عاماً. وكانت نسبة 22.7% من القاطنين تحت سن الثامنة عشر، وكانت نسبة 7.4% بين الثامنة عشر والرابعة والعشرين عاماً، ونسبة 23% كانت واقعةً في الفئة العمرية ما بين الخامسة والعشرين والرابعة والأربعين عاماً، ونسبة 27% كانت ما بين الخامسة والأربعين والرابعة والستين، ونسبة 19.5% كانت ضمن فئة الخامسة والستين عاماً فما فوق. يوجد لكل 100 أنثى 88.5 ذكر، ويوجد لكل 100 أنثى في الثامنة عشر من عمرها فما فوق 82.4 ذكر.
بلغ متوسط دخل الأسرة في القرية 41,958 دولارًا، أما متوسط دخل العائلة فبلغ 66,685 دولارًا. وكان متوسط دخل الذكور 45,750 دولارًا مقابل 31,369 دولارًا للإناث. وسجل دخل الفرد الخاص بالقرية 26,165 دولارًا. وكانت نسبة 3.1% من العائلات ونسبة 9.7% من السكان تحت خط الفقر، وكان من هؤلاء نسبة 5.8% تحت سن الثامنة عشر ونسبة 12.2% في الخامسة والستين من العمر وما فوق.

### تعداد عام 2010
بلغ عدد سكان كلينتون 1,942 نسمة بحسب تعداد عام 2010، وبلغ عدد الأسر 953 أسرة وعدد العائلات 503 عائلة مقيمة في القرية. في حين سجلت الكثافة السكانية 1,198.8 نسمة لكل كيلومتر مربع (3,104.9/ميل2). وبلغ عدد الوحدات السكنية 1,004 وحدة بمتوسط كثافة قدره 619.8 لكل كيلومتر مربع (1,605.3/ميل2).
وتوزع التركيب العرقي للقرية بنسبة 95.42% من البيض و0.88% من الأمريكيين الأفارقة و0.21% من الأمريكيين الأصليين و2.06% من الأمريكيين ذوي الأصول الآسيوية و0.05% من الأعراق الأخرى و1.39% من عرقين مختلطين أو أكثر و1.65% من الهسبانيون أو اللاتينيون من أي عرق.
بلغ عدد الأسر 953 أسرة كانت نسبة 22.1% منها لديها أطفال تحت سن الثامنة عشر تعيش معهم، وبلغت نسبة الأزواج القاطنين مع بعضهم البعض 42.2% من أصل المجموع الكلي للأسر، ونسبة 7.6% من الأسر كان لديها معيلات من الإناث دون وجود شريك، بينما كانت نسبة 3% من الأسر لديها معيلون من الذكور دون وجود شريكة وكانت نسبة 47.2% من غير العائلات. تألفت نسبة 42.4% من أصل جميع الأسر من عدة أفراد يعيشون في نفس المنزل ونسبة 18.6% كانت تتألف من شخص يعيش بمفرده يبلغ من العمر 65 عاماً أو أكثر. وبلغ متوسط حجم الأسرة المعيشية 2.03، أما متوسط حجم العائلات فبلغ 2.79.
بلغ العمر الوسطي للسكان 46.1 عاماً. وكانت نسبة 18.4% من القاطنين تحت سن الثامنة عشر، وكانت نسبة 8% بين الثامنة عشر والرابعة والعشرين عاماً، ونسبة 22.1% كانت واقعةً في الفئة العمرية ما بين الخامسة والعشرين والرابعة والأربعين عاماً، ونسبة 32% كانت ما بين الخامسة والأربعين والرابعة والستين، ونسبة 19.6% كانت ضمن فئة الخامسة والستين عاماً فما فوق. وتوزع التركيب الجنسي للسكان بنسبة 47.4% ذكور و52.6% إناث.

## أعلام
- يوليسيس إس. غرانت الثالث
- جاك بريتون
- هنري ديولف سميث
- إليهو روت
- فاليري ورث
- ستيفن دبليو. برينان
- ناثانيل بينيت
- بنجامين وودبريدج دوايت
- ماتيلدا أوشينكلوس براونيل
- جوستوس دوليتل